# Somewhere Before
Somewhere Before från 1969 är ett livealbum med Keith Jarrett Trio. Albumet spelades in i augusti 1968 i Shelly's Manne-Hole, Hollywood.

## Låtlista
All musik är skriven av Keith Jarrett om inget annat anges.
1. My Back Pages (Bob Dylan) – 5:24
2. Pretty Ballad – 3:30
3. Moving Soon – 4:24
4. Somewhere Before – 6:50
5. New Rag – 5:40
6. A Moment for Tears – 3:07
7. Pouts' Over (and the Day's Not Through) – 4:35
8. Dedicated to You (Hy Zaret/Saul Chaplin/Sammy Cahn) – 5:00
9. Old Rag – 2:37

## Medverkande
- Keith Jarrett – piano, elpiano, sopransaxofon
- Charlie Haden – bas
- Paul Motian – trummor